# Tirich Mir
Il Tirich Mir (in lingua urdu ترچ میر‎, 7.708 m s.l.m.) è la montagna più alta della catena dell'Hindu Kush, in Pakistan.
È situato nel distretto di Chitral che fa parte della provincia pakistana di Khyber Pakhtunkhwa. Il Tirich Mir domina la città di Chitral, da dove è agevolmente visibile. Tirich è anche il nome dell'ultimo villaggio che si incontra prima dell'inizio delle pareti del monte.

## Descrizione
Il suo isolamento topografico rispetto al Rakaposhi, situato a 239 km di distanza, è di 3910 m, il che ne fa la 30ª cima per prominenza al mondo.
Il Tirich Mir ha anche molte cime secondarie, tra cui  Tirich Mir Est (7691 m), Tirich Mir Ovest I (7487 m), Tirich Mir Ovest II (circa 7500 m), Tirich Mir Ovest III (7400 m), e Tirich Mir Ouest IV (7338 m). Una settima cima supera i 7000 m sulla cresta meridionale.
Dai versanti del Tirich Mir si originano diversi ghiacciai: il Tirich superiore sul versante ovest, il Tirich inferiore sul versante nord, il Barum Nord sul versante est, il Barum Sud sul versante sudest, l'Owin sul fianco sud e il Dirgol sul versante sudovest. Questi ghiacciai contribuiscono ad alimentare il fiume Kunar, un affluente del fiume Kabul, che fa quindi parte del bacino idrografico del fiume Indo.

## Etimologia
In lingua wakhi, la parola Mir significa Re mentre Trich ha il significato di ombra, oscurità; il nome completo significa quindi Re dell'oscurità, probabilmente con riferimento alle lunghe ombre che crea nelle vallate sottostanti, in particolare nella regione di Wakhan e del suo stretto corridoio.

## Prima ascensione
La montagna fu scalata per la prima volta il 21 luglio 1950 da una spedizione norvegese composta da Arne Næss, Per Kvernberg, Henry Berg e Tony Streather. Ne fu ricavato un documentario intitolato Tirich Mir til topps.